# بوستون ساینتیفیک
بوستون ساینتیفیک (انگلیسی: Boston Scientific) شرکت تجهیزات پزشکی آمریکایی است، که در زمینه ساخت تجهیزات رادیولوژی و آندوسکوپی، جراحی قلب، جراحی عروق و پزشکی قلب، سرطان‌شناسی، پزشکی مجاری ادراری و پزشکی زنان فعالیت می‌نماید.
شرکت بوستون ساینتیفیک در سال ۱۹۷۹ توسط جان ابیل و پیتر نیکولاس راه‌اندازی شد و در حال حاضر بیستمین شرکت تجهیزات پزشکی جهان می‌باشد.
دفتر مرکزی این شرکت در شهر مارلبرو، ماساچوست، ایالات متحده آمریکا قرار دارد و بخشی از سهام آن در بازار بورس نیویورک معامله می‌شود.